# BET Awards
Los premios BET fueron creados en el año 2001 por la cadena Black Entertainment Television para reconocer a las personas afroamericanas y de otras minorías étnicas que se destacan en el ámbito musical, deportivo y de entretenimiento. Los premios son entregados anualmente en una ceremonia que es transmitida en directo por BET.

## Trofeo
La estatuilla entregada por BET está inspirada por las palabras aspire, ascend, achieve ('aspirar, ascender, lograr'). Su diseño estuvo a cargo del artista y escultor Carlos "Mare 139" Rodríguez.